# Leiterjakab
A leiterjakab (másként lejterjakab, Leiter Jakab) az olyan félrefordítások elnevezése, amelyekben a fordító a rossz nyelvtudása miatt, vagy a szövegkörnyezet ismeretének hiányában az idegen kifejezést szó szerint fordítja le, aminek értelme nem felel meg az eredetiének. Más esetekben a hiba nem a fordító hiányos nyelvtudásán, hanem egyéb, általában szaknyelvi ismeretek hiányán alapszik.

## A kifejezés eredete
A kifejezés egy újságírói baklövésből ered. 1863 őszén a Magyar Sajtó című lap még fiatal újságírójának, Ágai Adolfnak tudósítást kellett írnia egy akkori világszenzációról, a francia léghajós, Felix Nadar Le Géant (Óriás) nevű, hatalmas, 6000 m3-es léghajójának első útjáról. Ágai azonban a párizsi helyszín helyett a magyar fővárosból volt kénytelen lapját „tudósítani”, ezért a cikk megírásához az előző napi német nyelvű (bécsi) sajtó beszámolóit hívta segítségül. Valószínűleg a kor egyik legolvasottabb bécsi lapja, a Wanderer sorainak („Empor, empor, wir wollen so hoch hinauffliegen wie Jakobs Leiter”) fordításából született meg a Magyar Sajtó október 13-i számában megjelent cikk következő részlete:
„Midőn a legfelső felhőrétegen is átröpültek, a gömb megrezdült, kissé oldalt hajolt de – így állítják az utazók – egyikük sem ijedt meg. Előhítták Godardot, a tapasztalt léghajóst. »Fel, fel, oly magasra akarunk szállni, mint Leiter Jakab«.”
Ágainak a fordítás során nem tűnt fel, hogy a „Jakobs Leiter” (Jákob lajtorjája) kifejezés bibliai utalás, s azt tulajdonnévnek hitte. A korabeli divatot követve a vélt német névből (amelyben még a birtokviszonyt jelző -s toldalékra sem figyelt fel) magyar nevet fabrikált: Leiter Jakab.
Utóbb természetesen tisztázódott a félrefordítás, és kiderült, hogy sohasem létezett Leiter Jakab nevű léghajós, a humoristaként is ismertté vált Ágai pedig később azt állította, hogy szándékosan „ferdítette el” Jákob lajtorjáját, s az egészet tréfának szánta.
A cikkből eredően a félrefordításokat azóta is leiterjakaboknak nevezik az újságírásban, könyvfordításban és egyéb területeken, például filmek szinkronizálásában vagy a szoftverhonosításban (azaz számítógépes programok üzeneteinek fordításában). Ezek fordítása során ugyanis a fordító gyakran nem látja a szövegkörnyezetet, a rövid párbeszédekből vagy egy-egy szóból pedig nem mindig derül ki az adott mondat vagy kifejezés értelme.

## Példák
Napjaink egyik leggyakoribb leiterjakabja a három csapás (three strikes), helyesen három dobás.
Szintén gyakori hiba a hüvelykujjszabály (rule of thumb), a helyes ökölszabály helyett, illetve a Közép-Kelet (Middle East) a helyes Közel-Kelet helyett.

### Földrajzi nevek
A helységnevek gyakori összekeverésére remek példa, mikor az 1964-es Goldfinger című James Bond-film magyar szinkronos változatában Bond repülőgéppel landol a svájci hegyek között, magyarul viszont az hangzik el többször is, hogy Genf helyett Genovába érkezik (angolul Genf Geneva, Genova viszont Genoa).
Ide sorolható még a Szilícium-völgy Szilikon-völgyre fordítása is, mely az angol 'silicon' (szilícium) félrefordításából ered.

### Szoftver
A magyar nyelvű Windows egy verziójában az egyik képernyő-háttérmintázat a nettó tömeg elnevezést viselte. Az angol eredeti net mass volt, ami ebben az esetben helyesen kötél- vagy hálógomolyagot jelentett volna. Szintén a magyar Windows egyik korai változatában az egyik – erősen lilás – színséma a Tojások nevet kapta, ami az eredeti Eggplant (padlizsán) kifejezés „tojásültetvény”-ként való félreértelmezéséből született.
A Maple nevű program névjegye (About Maple) a magyar változatban „Körülbelül Maple”. Ugyanezen hiba van jelen a Teamviewer programban is.
Egyes Nokia mobiltelefon típusokban az akkumulátor feltöltődését a „Telefon felmerülve” szöveg jelzi.
A Google Fordító alkalmazás, amely az angol közvetítőnyelvet alkalmazza, korábban a finn „hyvin” (=jól) szót az angolul kétértelmű „well” szó miatt magyarul „kút”-nak fordította. A kenyereskosarat jelentő „szakajtó”-t angolra „torn door”-nak (szakadt ajtó), illetve „professional door”-nak (szak-ajtó, azaz szakmai ajtó) fordítja.

### Film
A Simpson család huszonötödik évada hatodik részének legelején a „20th Century Fox presents” (magyarul: „20th Century Fox bemutatja”) a „Huszadik századi róka bemutatja” tükörfordítást kapta.
A Family Guy egyik részében Cleveland állítása szerint az új barátnőjének a brazil gyertyáját mutogatta. A brazilian wax valójában a női szeméremtest szőrtelenítésének egyik formája.
Az Idétlen időkig című film egyik jelenetében a főszereplő a telefonos tudakozónál érdeklődik hogy nincs-e külön vonaluk „vészhelyzetekre vagy ünnepségekre” majd magyarázatként még hozzáteszi hogy „végveszélyben kellett ünnepelnem”. Itt a film gyártásának idején Magyarországon még kevéssé ismert angol „celebrity” („híresség”) szó helyett használták tévesen a „celebrate” („ünnepelni”) kifejezést, a szereplő valójában „vészhelyzetben lévő híresség”-ként hivatkozott magára.
A Páncélba zárt szellem első magyar fordítása „Szellem a kagylóban” volt, miközben a „shell” valójában a burok, héj, páncél értelemben szerepel itt.
A Titanic első, még csak feliratos, 4:3 képarányú magyar DVD-kiadásában a felirat szerint Fleet közlegény a jéghegyet telefonon a „jéghegy, jobbra előttünk” közleményt adja le a hídra. Valójában az „iceberg, right ahead” jelentése „jéghegy, közvetlenül előttünk” (ráadásul az angol tengerészet sosem a „right” vagy „left”, hanem a starboard és port szavakat használja az irányok jelölésénél).
A Gyűrűk Ura: A Gyűrű Szövetsége zárójelenetében Aragorn azzal a mondattal zárja a filmet, hogy „we travel light” (amivel arra utal, hogy minimális felszereléssel gyorsan fognak haladni), ami a fordítás feliratában „nappal megyünk” lett (a „light” jelentése nem csak „könnyű”, de „fény” is, többek között).
Az 1996-os Gotti c. filmben a Colombo és Genovese család kolumbiaiaknak és genovaiaknak voltak fordítva.

### Egyéb
„A budapesti ELTE Bölcsészkarán sokáig élt egy anekdota egy lelkes, de nem túl tájékozott felvételizőről, aki az orosz szakon a vizsgafordítás címét: »Lev Tolsztoj na Jasznoj Poljanye« (Lev Tolsztoj Jasznaja Poljanán…) szó szerint fordította magyarra, vagyis »Kövér oroszlán fényes mezőben«.”
Egy Budapesten terjedő anekdota szerint egy iskolai angolórán hangzott el az „idegenvezető” szónak az alien driver (=földönkívüli autós) alakú fordítása a helyes (tour) guide helyett.
Az „írkrém” egy tejszínből és whiskyből készült, eredetvédett ír likőrfajta, az Irish cream („ír tejszín”) nevének félrefordítása. Gyakran az egyéb tejszínlikőröket (angolul cream liqueur) is krémlikőrnek nevezik. A krémlikőr kifejezés azonban korábban is létezett: a különösen magas cukortartalmú és ezáltal egészen szirupos állagú likőröket jelenti (a francia crème likőrök után). Krémlikőr például a francia stílusú mentalikőr (crème de menthe) és feketeribizli-likőr (crème de cassis).

## Karinthy ugyanerről
Karinthy Frigyes humoros formában hívta fel a figyelmet a fordítások során keletkező jelentésváltozások eredményére. Mivel sok kifejezés jelentése nem egyértelmű, az oda-vissza fordítások után akár a teljes jelentés is megváltozhat.
Így írtok ti című gyűjteményében a következő versből indul ki:
Jöttem a Gangesz partjairól
Hol álmodoztam déli verőn,
A szívem egy nagy harangvirág
S finom remegések: az erőm.
Magyarról németre, majd ismét magyarra fordítva a köztes állapot:
Ufer, a zsidó kupléíró
Aludt a folyosón mélyen,
Barátja, Herz, biztatta,
Hogy ne remegjen, ne féljen.
Ezek után újabb németre fordítás következik, végül újból magyarra. Az oda-vissza fordítások végeredménye:
A Herz-féle szalámiban
Sokkal sűrűbb a só,
Mint más hasonló terményekben
Hidd el, ó nyájas olvasó!